# Бектич, Мирсад
Мирсад Бектич (англ. Mirsad Bektić; род. 16 февраля 1991, Сребреница, Босния и Герцеговина) — американский боец боснийского происхождения, представитель полулёгкой весовой категории. Выступает на профессиональном уровне начиная с 2011 года, известен прежде всего по участию в турнирах бойцовской организации UFC.

## Биография
Мирсад Бектич родился 16 февраля 1991 года в городе Сребреница, Югославия, в семье боснийских мусульман. Из-за начавшейся войны в возрасте трёх лет был перевезён матерью в Италию, затем в течение пяти лет проживал в Германии и, наконец, в 2000 году оказался в США — их семья поселилась в Линкольне, штат Небраска. Вместе со своими двумя братьями и сестрой Мирсад учился в местной старшей школе. В детстве серьёзно занимался карате, а в 2008 году заинтересовался смешанными единоборствами.

### Начало профессиональной карьеры
Дебютировал в ММА на профессиональном уровне в 2011 году, выиграв у своего соперника досрочно в первом же раунде. Дрался в небольших американских промоушенах, таких как VFC, Titan FC, RFA, при этом из всех поединков неизменно выходил победителем. Спустя три года сайт BloodyElbow.com поставил его на первое место в списке 25 наиболее перспективных проспектов в мире смешанных единоборств.

### Ultimate Fighting Championship
Имея в послужном списке семь побед без единого поражения, Бектич привлёк к себе внимание крупнейшей бойцовской организации мира Ultimate Fighting Championship и в 2014 году подписал с ней долгосрочный контракт. Дебютировал в октагоне UFC поединком против Чеса Скелли, бой между ними получился относительно равным, Бектич победил решением большинства судей.
В 2015 году выиграл единогласным решением у Пола Редмонда и техническим нокаутом у Лукаса Мартинса.
В октябре 2016 года с помощью удушающего приёма сзади принудил к сдаче Расселла Доана.
В марте 2017 года встретился с Дарреном Элкинсом и потерпел первое в профессиональной карьере поражение. Бектич явно доминировал в первых двух раундах, но в третьем пропустил несколько точных ударов и оказался в нокауте.
В 2018 году отметился победами над такими бойцами как Годофреду Пепей и Рикардо Ламас, при этом заработал бонус за лучшее выступление вечера.

## Статистика в профессиональном ММА
| Боёв 17  | Побед 13 | Поражений 4 |
| -------- | -------- | ----------- |
| Нокаутом | 6        | 2           |
| Сдачей   | 3        | 1           |
| Решением | 4        | 1           |

| Результат | Рекорд | Соперник        | Способ                    | Турнир                                 | Дата             | Раунд | Время | Место              | Примечание                                               |
| --------- | ------ | --------------- | ------------------------- | -------------------------------------- | ---------------- | ----- | ----- | ------------------ | -------------------------------------------------------- |
| Поражение | 13-4   | Дэймон Джексон  | Сдача (гильотина)         | UFC Fight Night: Covington vs. Woodley | 19 сентября 2020 | 3     | 1:21  | Лас-Вегас, США     |                                                          |
| Поражение | 13-3   | Дэн Иге         | Раздельное решение        | UFC 247                                | 8 февраля 2020   | 3     | 5:00  | Хьюстон, США       |                                                          |
| Поражение | 13-2   | Джош Эмметт     | TKO (удары руками)        | UFC Fight Night: de Randamie vs. Ladd  | 13 июля 2019     | 1     | 4:25  | Сакраменто, США    |                                                          |
| Победа    | 13-1   | Рикардо Ламас   | Раздельное решение        | UFC 225                                | 9 июня 2018      | 3     | 5:00  | Чикаго, США        |                                                          |
| Победа    | 12-1   | Годофреду Пепей | TKO (удар рукой в корпус) | UFC on Fox: Jacaré vs. Brunson 2       | 27 января 2018   | 1     | 2:47  | Шарлотт, США       | Выступление вечера.                                      |
| Поражение | 11-1   | Даррен Элкинс   | KO (удары)                | UFC 209                                | 4 марта 2017     | 3     | 3:19  | Лас-Вегас, США     |                                                          |
| Победа    | 11-0   | Расселл Доан    | Сдача (удушение сзади)    | UFC 204                                | 8 октября 2016   | 1     | 4:22  | Манчестер, Англия  |                                                          |
| Победа    | 10-0   | Лукас Мартинс   | TKO (удары руками)        | UFC Fight Night: Condit vs. Alves      | 30 мая 2015      | 2     | 0:30  | Гояния, Бразилия   |                                                          |
| Победа    | 9-0    | Пол Редмонд     | Единогласное решение      | UFC on Fox: Gustafsson vs. Johnson     | 24 января 2015   | 3     | 5:00  | Стокгольм, Швеция  | Бой в промежуточном весе 67,6 кг; Редмонд не сделал вес. |
| Победа    | 8-0    | Чес Скелли      | Решение большинства       | UFC on Fox: Werdum vs. Browne          | 19 апреля 2014   | 3     | 5:00  | Орландо, США       |                                                          |
| Победа    | 7-0    | Джо Пирсон      | TKO (удары руками)        | VFC 41                                 | 14 декабря 2013  | 1     | 1:32  | Ролстон, США       |                                                          |
| Победа    | 6-0    | Ник Масиас      | TKO (удары руками)        | RFA 7: Thatch vs. Rhodes               | 22 марта 2013    | 1     | 1:57  | Брумфилд, США      |                                                          |
| Победа    | 5-0    | Даг Дженкинс    | Единогласное решение      | RFA 5: Downing vs. Rinaldi             | 30 ноября 2012   | 3     | 5:00  | Карни, США         |                                                          |
| Победа    | 4-0    | Уилли Мак       | TKO (удары руками)        | Titan FC 22                            | 25 мая 2012      | 2     | 0:27  | Канзас-Сити, США   | Бой в лёгком весе.                                       |
| Победа    | 3-0    | Коди Каррильо   | Сдача (удушение сзади)    | Titan FC 21                            | 2 марта 2012     | 3     | 3:12  | Канзас-Сити, США   |                                                          |
| Победа    | 2-0    | Дерек Роудс     | TKO (удары руками)        | VFC 36                                 | 15 октября 2011  | 1     | 1:31  | Каунсил-Блафс, США |                                                          |
| Победа    | 1-0    | Шейн Хатчинсон  | Сдача (удары)             | VFC 35                                 | 30 июля 2011     | 1     | 0:31  | Каунсил-Блафс, США |                                                          |